# سوتيريوس جيوليكاس
سوتيريوس جيوليكاس مواليد 28 نوفمبر 1979 في لاريسا، هو لاعب كرة سلة يوناني. بدأ مسيرته الاحترافية في سنة 1996. يحمل الرقم 17.

## المسيرة الاحترافية
لعب مع فيرتوس بالاكانسترو بولونيا في سنة 2006، ثم لعب مع أورلاندينا باسكيت في الدوري الإيطالي في سنة 2007، ثم لعب مع نادي فيرولي لكرة السلة في موسم 2007–2008، ثم لعب مع نيو باسكت برينديزي في الدوري الإيطالي في موسم 2008–2009، ثم لعب مع سكافاتي باسكت في موسم 2009–2010.

## روابط خارجية
- سوتيريوس جيوليكاس على موقع الاتحاد الدولي لكرة السلة (الإنجليزية)
- سوتيريوس جيوليكاس على موقع كرة السلة الأوروبية.كوم (الإنجليزية)
- سوتيريوس جيوليكاس على موقع ريلجم (الإنجليزية)
- سوتيريوس جيوليكاس على موقع بروبوليرز (الإنجليزية)
- سوتيريوس جيوليكاس على موقع سبورتس رفرنس (الإنجليزية)